# Friedrich Kann
Friedrich Kann (* 26. April 1903 in Deutz (Köln); † 1963)  war ein deutscher Landwirt, Agrarplaner und Oberlandwirtschaftsrat im Verwaltungsamt des Reichsnährstands. Kann war in der Zeit des Nationalsozialismus ein Experte der agrarischen NS-Siedlungsplanung. Er wirkte von 1935 bis 1943 an zentralen Schnittstellen zwischen dem Reichsnährstand, der universitären Raumforschung, der Landesplanung in einzelnen Gauen und schließlich dem Reichskommissariat für die Festigung deutschen Volkstums (RKF). Im Zuge der   Agrarstrukturreformplanungen, die sich sowohl auf Regionen im Westen Deutschlands als auch auf besetzte Territorien in Mittel- und Osteuropa bezogen, stellte Friedrich Kann Überlegungen zu einer „planmäßigen Menschensteuerung“ an. Über sein Leben in den Jahren nach 1945 ist wenig bekannt.

## Frühe Jahre
Friedrich Kann absolvierte in den 1920er Jahren ein Studium der Agrarwissenschaften und arbeitete u. a. in der Tierzucht. Schon für den Beginn der 1930er Jahre ist Friedrich Kanns Mitarbeit an der Siedlungsforschung und an der Siedlungspraxis nachweisbar. Er wirkte an der Studie „Wer kann siedeln? Berufskreise und Bauernsiedlung“ (Berlin: Deutscher Siedlungsverlag 1932) mit. Herausgeber dieser Studie war der liberal-konservative Nationalökonom und Agrarwissenschaftler Max Sering. Zu den damaligen Mitarbeitern an dieser Studie zählte Artur von Machui, der wie Kann Jahre später in die Umgebung von Konrad Meyer und damit in die Nähe der Planungsabteilung des RKF geraten sollte. Ab 1931 arbeitete Friedrich Kann in der Siedlervermittlungsstelle der „Gesellschaft zur Förderung der Inneren Kolonisation“, zunächst in den Niederlassungen der Gesellschaft in Düsseldorf und Essen, von 1932 bis 1934 jedoch auch in ihrer Zentrale in Berlin.

## Im Nationalsozialismus
Im Nationalsozialismus machte Friedrich Kann rasch Karriere. Er trat 1934 in die SS ein, am 19. Mai 1937 beantragte er die Aufnahme in die NSDAP und wurde rückwirkend zum 1. Mai desselben Jahres aufgenommen (Mitgliedsnummer 4.463.465). Dem Rasse- und Siedlungshauptamt der SS gehörte Kann als Siedlungsexperte in den Jahren 1934 und 1935 an (ab 1938 ehrenamtliches Mitglied). Als anerkannter Fachmann wirkte Kann gleichzeitig in mehreren Funktionen. Im Jahr 1935 übernahm Kann (geschäftsführend) die Leitung der Abteilung F in der Abteilung I (Verwaltungsamt) des Reichsnährstands (die aus der Reichsstelle für Siedlerauswahl hervorgegangen war; Leitung zuvor: Horst Rechenbach).
Ab 1934 war Kann bereits Siedlungsreferent bei der Landesbauernschaft Baden (Landesbauernführer Baden) gewesen. Ab 1936 war er auch Reichs- und Landesplaner innerhalb der Reichsnährstandes für den Bereich der Landesbauernschaft Baden. In dieser Funktion bereitete Friedrich Kann Aussiedlungsplanungen für ausgewählte Bauern und Landarbeiter vor. Mehrere zehntausend Bauernfamilien wären, wenn die Planungen umgesetzt worden wären, schon in Friedenszeiten von einer zwangsweise vorgenommenen Aussiedlung betroffen gewesen.
Vermutlich ab 1938 bestand ein Kontakt und ein Austausch Friedrich Kanns mit dem Frankfurter Soziologen Ludwig Neundörfer, der seinerseits seit 1937 als Bezirksplaner für Nordbaden zuständig war (ab 1939 stellv. Landesplaner beim Reichsstatthalter Baden). Neundörfer wirkte v. a. während des Krieges an den weitreichenden Agrar- und Sozialstrukturplanungen im Zuge der Siedlungsplanung des NS-Staates mit. Der Historiker Uwe Mai urteilte, dass es Friedrich Kann war, der dem Reichsnährstand die Anwendung der neundörferschen Soziographie für seine Aussiedlungsplanungen nahelegte. Die Machtfülle des Reichsnährstands war (vermittelt über Friedrich Kann) bei Neundörfers Verhandlungen hinsichtlich einer Institutsgründung (1940) mit der Frankfurter Universität hilfreich. Umgekehrt wollten Ludwig Neundörfer (und der ihn unterstützende Wilhelm Polligkeit) die Forschungen des Reichsnährstands und der Reichsarbeitsgemeinschaft für Raumforschung (RAG) stärker an den Standort Frankfurt binden: deshalb sollte das Soziographische Institut unbedingt in Frankfurt am Main entstehen und wurde dort auch gegründet.

## Kanns weitere Kontakte zur organisierten Raumplanung und zum RKF
Kontakte und abstimmende Tätigkeiten Kanns zu Raumplanern wie Gerhard Isenberg  (Reichsstelle für Raumordnung) und Frank Glatzel (Reichsarbeitsgemeinschaft für Raumforschung) entstanden im Zuge der tatsächlich erfolgten soziographischen Analysen von Agrargebieten des „Altreichs“. Das Zusammenwirken diverser Planungsexperten aus Raumplanung, Agrar-, Siedlungs- und Sozialplanung sowie besonders der NS-Agrarpolitik intensivierte sich noch während des Krieges. 
Die „Germanisierung“ in den besetzten Ländern vollzog sich de facto gewaltförmig, doch Heinrich Himmler (in seiner Funktion als RKF) begann sich auch stärker für die Aussiedlungsplanungen des Reichsnährstandes zu interessieren, weil ein immer höherer Siedlerbedarf bestand. Die Szenarien des Reichsnährstands gingen von einer fiktiven Nachkriegssituation aus, für die eine Art (nationalsozialistischer) Entwicklungsplanung betrieben wurde (s. u.). So kalkulierte Kann eine 40-jährige Verfahrensdauer für den gesamten Siedlungsvorgang.

Dabei stellte sich die Frage, wie die traditionell bodenständigen Bauern aus dem „Altreich“ überhaupt zur Umsiedlung bewegt werden konnten. Friedrich Kann formulierte darum auf einer Tagung der Reichsarbeitsgemeinschaft für Raumforschung im April 1940:
„Die grosse Umsiedlung nach dem Osten muss nach Möglichkeit auf freiwilliger Grundlage beruhen. Andererseits muss die endgültige Neuordnung mit einem gewissen Nachdruck arbeiten. Hier ist es die Aufgabe des Reichsnährstandes (…) in Verbindung mit der Partei und ihren Gliederungen die Bevölkerung so aufzulockern, dass sie sich für die Aufgabe des Ostens bereitfindet.“
Schon 1941 arbeitete Friedrich Kann an dem von Konrad Meyer (RKF-Planungsabteilung) geleiteten Autorenkollektiv zur Planung des Aufbaus der „eingegliederten Ostgebiete“ mit („Landvolk im Werden. Material zum ländlichen Aufbau in den neuen Ostgebieten und zur Gestaltung des dörflichen Lebens“. Deutsche Landbuchhandlung, Berlin 1941). Diese Untersuchungen und Planungen sollten der weiteren „Eindeutschung“ (NS-Vokabular) jener Territorien dienen, die sich Nazi-Deutschland im westlichen Teil Polens gewaltsam angeeignet hatte. Diese „Entwicklung“ hatte zuvor gewaltsame Vertreibung und/oder Vernichtung zur Voraussetzung.
Seit 1933 hatte die NS-Politik tatsächlich eine verstärkte Abnahme der ländlichen Bevölkerung („Landflucht“) bewirkt, die im Gegensatz zum ideologischen Anspruch des Regimes stand. Experten wie Kann widmeten sich diesen widersprüchlichen Auswirkungen der NS-Politik. Friedrich Kann sprach darum in diesem Zusammenhang von einer gewünschten „planmäßigen Menschensteuerung“, die auch die ländliche Bevölkerung im „Altreich“ betreffen sollte.
Die anlaufenden Erhebungen des Reichsnährstands und der RAG im Altreich veranlassten im Dezember 1940 die Hauptabteilung „Planung und Boden“ des RKF aber auch zu einer ganz eigenen Feststellung: Konrad Meyer glaubte anhand der ersten Forschungsergebnisse erkennen zu können, dass „ein bedeutend höherer Landbedarf im Altreich“ (!) bestehe. Das hatte eine rational-kalkulatorische Seite. Männer wie Konrad Meyer trennten aber nicht zwischen rational-kalkulatorischen Überlegungen und machtpolitischem Kalkül. Es ging immer auch um das Definieren von Einflusssphären in der komplexen Siedlungspolitik des „Dritten Reiches“. Der Machtkampf zwischen Reichsnährstand und dem RKF um Siedlungsfragen war zu diesem Zeitpunkt noch nicht endgültig entschieden. Vor diesem machtpolitischen Hintergrund, aber auch ausgehend von der wissenschaftlich ‚interessanten‘ Perspektive, wie denn das Land in vierzig Jahren bebaut und besiedelt sein würde, gingen Wissenschaftler an ihre Arbeit.
Kann war nicht der einzige Experte, der sich dem vermeintlichen „Aufbau“ im Osten widmete. Die Artikel in den Kriegs-Jahrgängen der Zeitschriften „Neues Bauerntum“ und „Raumforschung und Raumordnung“, in denen viele Wissenschaftler veröffentlichten, zeugen davon. Mit diesen universitären Experten stand Friedrich Kann in regem Kontakt, da er an zahlreichen Tagungen der RAG ab Dezember 1939 teilnahm.
Noch 1943 war Friedrich Kann Leiter der Abteilung „Siedlung und Raumordnung“ des Reichsministeriums für Ernährung und Landwirtschaft. Friedrich Kann vertrat den Reichsbauernführer in der Planungsabteilung des RKF, an der verschiedene Varianten des „Generalplan Ost“ erarbeitet wurden. Uwe Mai hält aber eine direkte Verbindung zwischen den Aussiedlungsplanungen des Reichsnährstands zu den Planungen des „Generalplan Ost“ für nicht gegeben, da der Reichsnährstand mit seinen Planungen eher eigene Ziele verfolgte und eigenes Wissen gegen Himmler strategisch einsetzte. Mit dem Richtungswechsel von Richard Walther Darré zu Herbert Backe verlor Friedrich Kann seinen Einfluss im Reichsnährstand. Er wurde zum 30. November 1943 als Kanonier zum 9. SS-Ausbildungs- und Ersatzregiment in Prag versetzt und schied aus der Siedlungspolitik aus.

## Veröffentlichungen (unvollständig)
- Die Industriearbeiterschaft: aus der Praxis der Industriearbeiter. In: Max Sering (Hrsg.): Wer kann siedeln? Berufskreise und Bauernsiedlung. Deutscher Siedlungsverlag, Berlin 1932, S. 39–44.
- Die Neuordnung der Realteilungsgebiete in Verbindung mit dem Aufbau des deutschen Ostraumes. In: Neues Bauerntum. 31. Jg., 1939, S. 275–276.
- Die Gesundung des Landvolkes und der Einfluß auf das Gefüge der übrigen Wirtschaftszweige. In: Raumforschung und Raumordnung. Band 4 10, 1940, S. 383–388.
- Die agrarpolitische Zielsetzung bei der Neuordnung der Lebensgrundlagen des Landvolkes: Erfahrungen der örtlichen Wunschbildbesprechungen. In: Raumforschung und Raumordnung. Band 4, 1940, 7/8, S. 291–295.
- Inangriffnahme des Landumbaus im Westen. In: Neues Bauerntum. 32. Jg., 1940, S. 267–269.
- Die Feststellung der Aussiedlungsmöglichkeiten im Altreich. In: Neues Bauerntum. 32. Jg., 1940, H. 1, S. 25–26.
- Die Neuordnung des großdeutschen Raumes auf der Grundlage gesunder bäuerlicher Besitzverhältnisse. In: Raumforschung und Raumordnung. Band 4, 3/4, 1940, S. 171–174.
- Die Neuordnung eines Dorfes aufgrund des Wunschbildes: dargestellt an einer Gemeinde der Rheinprovinz. In: Raumforschung und Raumordnung. Band 5, H. 8, 1941, S. 361–365.
- Das Bauprogramm in der Landwirtschaft. In: Raumforschung und Raumordnung. Band 5, 2, 1941, S. 58–62.
- Das Landvolk im Altreich. Vorschläge zu seiner Gesundung. In: Konrad Meyer (Hrsg.): Landvolk im Werden. Material zum ländlichen Aufbau in den neuen Ostgebieten und zur Gestaltung des dörflichen Lebens. Deutsche Landbuchhandlung, Berlin 1941, S. 119–138.
- Die Bereinigung der ländlichen Sozialstruktur der Rheinprovinz. In: Neues Bauerntum. 34. Jg., H. 12, 1942, S. 432–438 und 35. Jg., H. 1, 1943, S. 25–30.
- Grundsätze für die Bereinigung des deutschen Dorfes. In: Raumforschung und Raumordnung. Band 6, 1942, S. 386–394.
- (Besprechung von:) Ludwig Löhr: Schicksalsprobleme des ostmärkischen Bergbauerntums. In: Forschungsdienst. Band 12, 1941, S. 36. In: Raumforschung und Raumordnung. Band 6, 1942, S. 417–419.
- Die Neuordnung der Lebensgrundlagen des Landvolkes, in: Deutscher Wissenschaftsdienst 3. Jg. (1942), S. 4–5.
- Aufbruch des Landvolks. Diesterweg, Frankfurt am Main 1943.
- Vorbereitende Neuordnung und Gemeinschaftshilfe als Hilfsmittel der Arbeitserleichterung im Kriege. In: Raumforschung und Raumordnung. 7. Jg., H. 1/2, 1943, S. 57–59.
- Grundsätze für die Bereinigung der deutschen Bodenordnung. In: Agrarpolitik-Betriebslehre. 1943, S. 88–104.
- Das Landvolk: Träger der ländlichen Neuordnungsmaßnahmen. In: Raumforschung und Raumordnung. Band 7, H. 5/6, 1943, S. 161–162.
- Die Neuordnung des deutschen Dorfes. In: Reichskommissar für die Festigung deutschen Volkstums/Stabshauptamt (Hrsg.): Neue Dorflandschaften. Gedanken und Pläne zum ländlichen Aufbau in den neuen Ostgebieten und im Altreich. Berlin: Sohnrey 1943
- Vorbereitende Neuordnung und Gemeinschaftshilfe als Hilfsmittel der Arbeitserleichterung im Kriege. In: Raumforschung und Raumordnung. Band 7, H. 1/2, 1943, S. 57–59.
- Grundsätze für die Bereinigung des deutschen Dorfes. In: Raumforschung und Raumordnung. Band 6, H. 12, 1942, S. 386–394.